# Louis Jean-Baptiste Gouvion
Conte Jean Baptiste Gouvion (Tolosa, 6 febbraio 1752 – Parigi, 22 novembre 1823) è stato un nobile, generale e politico francese.

## Biografia
Nato a Tolosa il 6 febbraio 1752, Jean Baptiste Gouvion studiò all'Ecole Royale de Genie di Mézières (classe 1770) e proseguì quindi con la carriera militare. Promosso tenente colonnello del 3º battaglione di volontari della Drôme nel 1791, il 20 giugno 1793 venne promosso generale di brigata.
Con l'esercito del Direttorio fu impegnato al seguito dell'Armée du Nord, poi in Italia e poi nuovamente al nord nella Repubblica Batava, agli ordini del generale Brune contro le truppe anglo-russe. Fu promosso al grado di maggiore generale il 19 settembre 1799 sul campo di battaglia della Battaglia di Bergen dove ebbe modo di distinguersi, e prese poi parte alla Battaglia di Castricum.
Nominato comandante della 9ª divisione militare a Montpellier nel 1800, nel 1802 divenne ispettore generale della gendarmeria, e l'anno successivo presidente del collegio elettorale della Drôme.
Il 12 piovoso dell'anno XIII venne nominato membro del Senatore Conservatore e fu creato conte dell'Impero il 26 aprile 1808. Dopo aver partecipato alle campagne di Prussia e Polonia, organizzò a Metz nel 1812 coorti destinate alla spedizione in Russia e formò l'anno successivo un corpo d'armata di guardie nazionali a protezione di Tolone che era minacciata dagli inglesi.
Ritornò a Parigi col ritorno dei Borboni. Successivamente si unì al governo reale e venne nominato pari di Francia il 4 giugno 1814. Votò per la deportazione nel processo al maresciallo Ney. Morì a Parigi il 22 novembre 1823.

## Araldica
|  |

|  |